# Acétylsérotonine O-méthyltransférase
La N-acétylsérotonine O-méthyltransférase, également connue sous le nom d'ASMT, est une enzyme qui catalyse la réaction finale de la biosynthèse de la mélatonine : la conversion de la normélatonine en mélatonine. Cette réaction est intégrée dans la voie plus générale du métabolisme du tryptophane. L'enzyme catalyse également une seconde réaction dans le métabolisme du tryptophane : la conversion du 5-hydroxy-indoleacétate en 5-méthoxy-indoleacétate. L'autre enzyme qui catalyse cette réaction est la protéine de type n-acétylsérotonine-o-méthyltransférase.
Chez l'homme, l'enzyme ASMT est codée par le gène ASMT pseudoautosomique. Une copie existe près des extrémités des bras courts du chromosome X et du chromosome Y,.

## Structure et localisation des gènes
La N-acétylsérotonine O-méthyltransférase est une enzyme codée par des gènes situés sur la région pseudo-autosomique des chromosomes X et Y, et se trouve le plus abondamment dans la glande pinéale et la rétine des humains. La structure de N-acétylsérotonine O-méthyltransférase est déterminée par diffusion des rayons X.

## Classe d'enzyme et fonction
N-acétylsérotonine O-méthyltransférase peut être classée en trois types de groupes fonctionnels enzymatiques : les transférases, les transféreurs de groupe à un carbone et les méthyltransférases.
Il catalyse deux réactions dans la voie métabolique du tryptophane, et les deux peuvent être attribuées à la sérotonine. La sérotonine a de nombreux buts dans cette voie, et la N-acétylsérotonine O-méthyltransférase catalyse des réactions dans deux de ces objectifs. L'enzyme est étudiée principalement pour sa catalyse de l'étape finale de la voie de la sérotonine à la mélatonine, mais elle catalyse également l'une des réactions du processus en plusieurs étapes de la sérotonine → 5-méthoxy-indolacétate.

## Organismes
N-acétylsérotonine O-méthyltransférase se trouve à la fois chez les procaryotes et les eucaryotes. On le trouve dans les bactéries Rhodopirellula baltica et Chromobacterium violaceum. On le trouve également chez les eucaryotes suivants : Gallus gallus (poulet), Bos taurus (vache), Homo sapiens (humain), Macaca mulatta (singe rhésus) et Rattus norvegicus (rat).